# Jef Devriese
Jozef Jef Devriese (2 juni 1954 - 1 mei 2012) was een Belgisch tafeltennisser.

## Levensloop
Devriese was actief bij TTC The Charlies te Wenduine.
Hij nam driemaal deel aan de Paralympische Zomerspelen, met name in 1976 te Toronto, 1980 te Arnhem en 1984 te Stoke Mandeville / New York. Zowel in 1976 (klasse D), als in 1984 (dubbel klasse 1C) won hij een bronzen medaille. Daarnaast nam hij deel aan negen wereldkampioenschappen, vier Europese kampioenschappen en meerdere wedstrijden voor valide sporters.
Devriese was werkzaam in het Blosocentrum te Brugge. Daarnaast was hij na zijn sportcarrière actief als tafeltennistrainer bij SV Sint-Jan. Hij overleed op 57-jarige leeftijd.